# Zëss
 (octobre 2017).
Zëss est une œuvre musicale du compositeur français Christian Vander pour le groupe Magma. Elle fut composée en 1977, enregistrée en 2018 et publiée en 2019. La première représentation publique eut lieu à Bourges en 1979. Il s'agit d'une suite inachevée dont les versions connues ont une durée d'environ quarante minutes. Le morceau est introduit par un poème de Christian Vander en français[source insuffisante]. Le reste des chants est en kobaïen. En kobaïen, Zëss signifie « Maître ».

## Historique
Le premier enregistrement officiel où est présent Zëss est l'album, cinquième de la série AKT, du concert à Bobino en 1981. 
Le morceau était alors présenté avec une scénographie particulière, les musiciens étant costumés sur scène. D'emblée Zëss apparaît comme une œuvre majoritairement scénique. Zëss fut joué à plusieurs reprises dans les années 1980 avec Offering[réf. souhaitée].
Zëss a également été au répertoire des Voix de Magma, formation temporaire précédant le retour définitif du groupe, que l'on peut entendre dans le premier album de la série AKT Les Voix de Magma.   
Zëss a été rejoué en 2005 par Magma, et fut enregistré sous forme vidéo en concert au Triton pour le DVD Epok IV. 
En 2018, le groupe marque une pause et ne se produit qu'une seule fois, au théâtre antique de Vienne lors du festival Jazz à Vienne. L'année 2018 était consacrée à la finalisation et à l'enregistrement de Zëss. Véritable arlésienne tant pour les fans que pour le groupe, le morceau suscite une grande attente et finit par être publié en 2019. Son introduction est remaniée, le tempo est ralenti et il est augmenté d'une dernière partie, celle qui manquait et qui faisait que les précédents enregistrements, live, de Zëss étaient tous signalés comme étant seulement un "extrait". Pour l'enregistrement en studio, le groupe est accompagné par l'orchestre philharmonique de Prague, pour qui la partition a été adaptée et réarrangée par le saxophoniste Rémi Dumoulin. La batterie est alors confiée au batteur suédois Morgan Ågren
Avec Zëss, Christian Vander arrive au terme du processus de remise en ordre de ses compositions passées et inachevées dans les années 1970, processus débuté avec Köhntarkösz Antéria en 2004, poursuivi par Ëmëhntëhtt-Ré en 2009 et Rïah Sahiltaahk en 2014. L'achèvement de Zëss laisse la voie libre à de nouvelles compositions dans le sillage de Félicité Thösz et Slag Tanz.

## Structure
Zëss n'ayant jamais été officiellement enregistré en studio ne comprend pas de structure clairement définie par une explication de son auteur. Il est possible de se baser sur les césures remarquables, annonçant un rythme différent, souvent marquées par un motif de trois notes qui est récurrent au morceau. Cinq séquences principales se dégagent.[réf. souhaitée].
Le morceau s'ouvre sur un long chœur sombre majoritairement féminin. Puis intervient un orateur, sous forme de silhouette, qui clame un discours sur un rythme de piano et de batterie. Un chanteur principal s'avance sur scène et chante d'abord sur le mode du Sprechgesang, en kobaïen, puis passe progressivement à un chant en onomatopées. Il y a donc succession d'un langage articulé signifiant (le français),d'un langage articulé non signifiant (le kobaïen) et d'un langage désarticulé, passant par les onomatopées. Le chant semble donc réaliser ce "retour au néant" annoncé par le poème introducteur, en allant du langage construit au seul cri. Cette séquence est formée de duels chant-instrument (en l'occurrence avec la guitare électrique). Ensuite reparaît le chœur féminin, le morceau prenant alors des tonalités épiques. Le morceau se conclut par une répétition prononcée et intensive du motif constituant les césures.
Remarquable pour son ostinato de batterie et de piano soutenu sur plus de trente minutes, Zëss est un morceau complexe qui synthétise les recherches musicales de Magma et d'Offering, travaillant les contretemps, les ruptures rythmiques et la suspension dans la partition. Cette dernière avait déjà été explorée dans la composition par Christian Vander dans Köhntarkösz en 1974.

## Interprétations
(octobre 2017).
- Si vous ne connaissez pas le sujet, laissez ce bandeau (vous pouvez alors contacter les auteurs).
- Si vous supprimez le contenu mis en cause (vous pouvez préalablement contacter les auteurs),

argumentez précisément cette suppression dans la page de discussion
(un manque de référence n'est pas un argument ; une recherche réelle de référence doit avoir été effectuée, être formellement documentée).
Zëss est une œuvre qui touche au domaine philosophique par son traitement de l'idée du néant et son évocation du thème du temps. Rare œuvre de Magma comportant un texte construit en français, elle a autant d'aspects littéraires que musicaux et est ouverte aux interprétations.
Le poème introducteur définit un cadre spatial : un stade antique. Dans la version acoustique de 1992 à Douarnenez, la référence à l'imaginaire antique est explicite. Le morceau s'ouvre par la phrase "Ceux qui vont mourir te saluent",un emprunt à la culture populaire qui rappelle l'imaginaire fantasmé de la gladiature romaine. Ce choix fait de l'interprétation de Zëss une performance physique et artistique, avec parfois des éléments de chorégraphie et de mise en scène, chose rare chez Magma. La référence aux gladiateurs renvoie au surnom des musiciens de Magma : "les combattants de la Zeuhl" et suggère un investissement très intense de leur part.  
Dans ce stade se réunissent les Maîtres de l'Univers, chacun représentant d'un élément naturel ou mental et prenant la forme d'une allégorie ou personnification de concept. Ce stade accueille également ceux qui vont mourir. Il est donc aussi le lieu d'un sacrifice volontaire. Cette réunion, ce grand rituel cosmique, est le moment où tout redevient le Tout, le moment du chaos des apocalypses. C'est  le moment d'un achèvement mais aussi d'un commencement. Toutefois, en 2019, Christian Vander déclare que si Zëss est à la fois la "fin de l'éternité comme de celle des grillons", il présente ce moment comme un rêve rendant alors possible l'après-Zëss, et par là-même la suite de la musique de Magma.
Par son évocation du thème de la fin des temps, le morceau rappelle les écritures de l'Apocalypse et a un arrière-plan eschatologique. 
Le concept de néant tient une place centrale dans Zëss, qui est sous-titré "Le jour du néant". D'un point de vue musical, le néant pourrait être assimilé au silence, et Zëss une œuvre à sa recherche. 

### Les Maîtres et leurs correspondances
- Maître de l'air et des pluies =  Le Messager
- Maître de la foudre et des tempêtes = La Folie
- Maître des eaux et du sang = L'Abîme
- Maître de l'ire et des furies = Le Jour des Pêchés
- Maître des terreurs = l'Inconnu
- Maître des passions, des larmes, des tourments et des haines = L'Amour
- Maître des nuées qui recouvrent les morts = La Tendresse
- Maître des magies, de la théurgie et de la goétie = Le Palpable
- Maître des sons, hymne suprême au néant = Le Silence des Glas
- Maître du feu et du magma = La Purification
- Maître du temps = L'Impassible
- Maître de toute vie et de toute mort = Kreühn Köhrmahn, dédicataire du poème. Figure tutélaire invoquée à de nombreuses reprises, il est le grand démiurge de la mythologie kobaïenne, probablement Zëss lui-même.

## Effectif
Il est celui des représentations de 2005 pour les 35 ans de Magma et comporte[source insuffisante] : 
- Un piano/Fender
- Un chœur féminin composé de trois voix
- Une batterie[5]
- Une guitare basse
- Une guitare électrique
- Un chanteur soliste
- Des percussions
- Des cuivres, une trompette et un saxophone

## Discographie
- 1992 : Les Voix de Magma (AKT I)
- 1995 : Concert Bobino 1981 (AKT V - 2 CD)
- 2019 : Zëss (A40)

## Vidéos
- 1995 : Concert Bobino 1981 (AKT VI)
- 2005 : Mythes et Légendes : Epok IV